# Midnight Club: L.A. Remix
Midnight Club: L.A. Remix es la versión portátil del videojuego Midnight Club: Los Angeles, que fue anunciada por Rockstar Games el 21 de abril de 2008 para PlayStation Portable. El juego fue lanzado el 20 de octubre de 2008 en Norteamérica, el 24 de octubre de 2008 en Europa y Australia y el 5 de febrero de 2009 en Japón.
El juego cuenta con solo una parte de Los Ángeles, utilizando el mismo mapa que Midnight Club 2. Por ello el juego cuenta con otra ciudad para jugar, Tokio. A diferencia de la versión de consola, la policía no persigue al jugador en modo "Cruise". De cualquier forma, el jugador puede ser capturado después de estar huyendo de la policía por un largo rato, y finalmente es encarcelado sin obtener fianza. También, a diferencia de la versión para consola, Midnight Club: L.A. Remix, no presenta cortes de escenas o extras similares.